# András Tasnádi Nagy

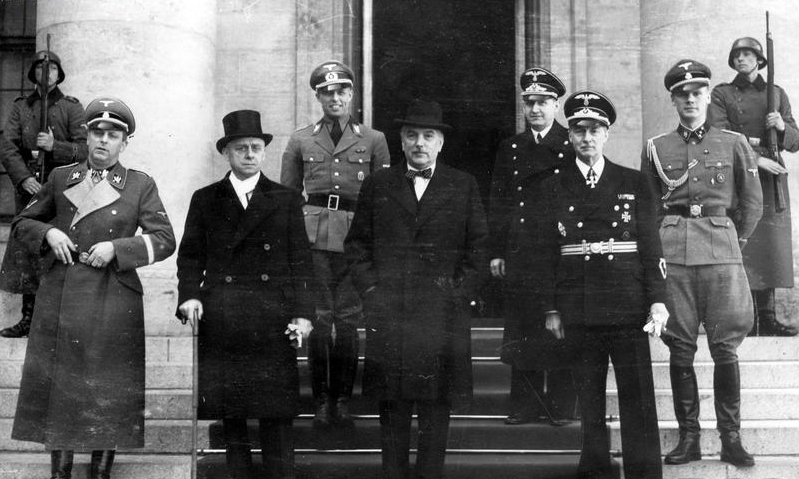
Tasnádi Nagy (midden) met Döme Sztójay en Duitse SS-officiers in 1940

András Tasnádi Nagy (Boedapest, 29 januari 1882 – aldaar, 1 juli 1956) was een Hongaars politicus en jurist, die van 1938 tot 1939 de functie van minister van Justitie uitoefende.
Hij studeerde rechten aan de Universiteit van Boedapest en ging vanaf 1908 aan de slag als advocaat. Van 1910 tot 1925 werkte hij als raadslid voor de MÁV, het Hongaarse Spoor, en tot 1926 als procureur-generaal. In 1933 werd hij staatssecretaris op het ministerie van Justitie en later werkte hij ook op het ministerie van Eredienst en Onderwijs. In 1935 werd Tasnádi Nagy verkozen in het Huis van Afgevaardigden voor de Nationale Eenheidspartij, de regeringspartij en werd herverkozen in 1939. Hij werd aangesteld als minister van Justitie in de regering van Béla Imrédy.
Van 1939 tot 1945 was hij voorzitter van het Huis van Afgevaardigden, de laatste die dit ambt zou bekleden. Hij behield deze functie ook na de staatsgreep van de Pijlkruisers. Omwille van zijn politieke activiteit toen Hongarije een Nazi-Duitse marionettenstaat was, werd Tasnádi Nagy na de Tweede Wereldoorlog aangehouden en tot de dood veroordeeld door het Volkstribunaal in Boedapest. Zoltán Tildy, de eerste president van het na-oorlogse Hongarije, verleende hem echter gratie. Tasnádi Nagy stierf in gevangenschap.